# Aguas Blancas, Argentina
Aguas Blancas är en ort i Argentina.   Den ligger i provinsen Salta, i den norra delen av landet, 1 400 kilometer norr om huvudstaden Buenos Aires. Aguas Blancas ligger 398 meter över havet och antalet invånare är 1 403.
Terrängen runt Aguas Blancas är platt åt sydost, men åt nordväst är den kuperad. Runt Aguas Blancas är det glesbefolkat, med 10 invånare per kvadratkilometer..
Trakten runt Aguas Blancas består till största delen av jordbruksmark.